# تله روباه
تله روباه نام فیلمی تلویزیونی به نویسندگی و کارگردانی علیرضا اسحاقی است که در سال ۱۳۸۵ ساخته شد.

## داستان
یک مأمور اطلاعاتی که مجروح جنگی است در آستانه بازنشستگی و ازدواج دخترش درگیر مأموریت جدیدی در ارتباط با یک بمب می‌شود. او در این مأموریت تازه درمی یابد که برای چنین مأموریت‌هایی دیگر پیر شده است ...

## بازیگران
- محمود پاک‌نیت
- جلال پیشوائیان
- رضا رویگری
- مجید مشیری
- بیتا بادران
- محمدرضا غفاری
- حامد بهداد